# Opanoide

Diploptene, un opanoide.

Colesterolo, uno sterolo.

Gli opanoidi sono composti pentacíclici simili agli steroli, la cui funzione principale è regolare la fluidità della membrana plasmatica dei procarioti. Il colesterolo svolge una funzione simile nelle cellule eucariote. Questa relazione tra struttura biochimica e funzione cellulare è evidente nella somiglianza tra la struttura del diploptene, un opanoide presente in alcune membrane cellulari procariote, e quella del colesterolo, uno sterolo presente nelle membrane delle cellule eucariote 
(I, II, e III nell'immagine a destra).
In molti batteri gli opanoidi possono svolgere un ruolo importante nella regolazione della permeabilità della membrana plasmatica e nell'adattamento a condizioni ambientali estreme. Si formano nelle ife aeree (strutture formatrici di spore) dei batteri procarioti del terreno del genere Streptomyces, dove sono funzionali a limitare la perdita di acqua attraverso la membrana. Questo è un adattamento fisiologico non presente nella maggior parte dei batteri che vivono principalmente nell'acqua, ma adattamenti simili si osservano in funghi eucarioti che producono ife aeree contenenti spore.  
Nei batteri Zymomonas mobilis attivi nella fermentazione dell'etanolo gli opanoidi svolgono un ruolo importante nell'adattamento delle membrane all'accumulazione di etanolo e alle variazioni di temperatura che influiscono sulle funzioni della membrana. Nell'actinomiceto Frankia, gli opanoidi nelle membrane delle diazovescicole probabilmente riducono l'ingresso di ossigeno rendendo il doppio strato lipidico più regolare e compatto.
È stata scoperta una grande quantità di opanoidi nei depositi petroliferi, in cui vengono usati come marker biologici.

## Gli opanoidi in paleobiologia
Gli Opanoidi, inclusi i 2-alfa-metossiopani presenti nei cianobatteri fotosintentici, furono scoperti da Roger Summons e colleghi sotto forma di fossili molecolari, conservati in rocce vecchie di 2,7 miliardi di anni a Pilbara in Australia. 
La abbondante presenza di 2-alfa-metossiopani in queste rocce potrebbe indicare che la fotosintesi si sia evoluta già 2.7 miliardi di anni fa, ben prima che l'atmosfera diventasse ossidante. Fischer et al. hanno dimostrato che il Geobacter sulfurreducens è in grado di sintetizzare opanoidi, sebbene non i 2-alfa-metossiopani, in presenza di condizioni strettamente anaerobiche.  2-alfa-metossiopani dell'Archeano potrebbero essere anche stati prodotti da cianobatteri ancestrali che hanno permesso di retrodatare la fotosintesi.